# Peter Rocha
Peter Rocha (* 1. September 1942 in Gotha; † 30. August 2014 in Potsdam) war ein deutscher Dokumentarfilmer.

## Leben
Peter Rocha, der aus einer niedersorbischen Familie stammte, wurde 1942 in Gotha geboren. Sein Großvater war der niedersorbische Volksdichter Fryco Rocha.
Rocha besuchte die Schule in Cottbus. Er absolvierte zunächst eine Ausbildung zum Maurer. Danach studierte er von 1961 bis 1964 an einer Fachschule für angewandte Kunst Malerei und absolvierte dort sein Staatsexamen. Später studierte er an der Deutschen Hochschule für Filmkunst in Babelsberg. Bereits während des Studiums entstanden erste Dokumentarfilme wie Wäsche, Vietnam – 5. Episode: Eine Puppe für Bè Mai, Kybernetik und Turmklempner. Im Anschluss war Rocha zunächst frei als Regisseur und Drehbuchautor für die DEFA beschäftigt. Ab 1970 erhielt er eine Festanstellung im Studio.
Von 1982 bis 1983 absolvierte Rocha ein zusätzliches Studium am Leipziger Institut für Literatur „Johannes R. Becher“.
Unter Leitung von Karl Gass, dem „Nestor“ des DEFA-Dokumentarfilms, porträtierte er als Teil der Gruppe „Effekt“ wirtschaftliche Prozesse und Betriebe sowie ausgewählte Arbeiterpersönlichkeiten. In seinen Filmen dokumentierte Rocha den Alltag in der DDR mit einem „eigenwilligem und oft auch humorvollem Blick“. Seine durchaus kritischen Porträts der Werktätigen brachten ihn oft in Konflikt mit den Verantwortlichen der DEFA.
Mit Bejdin – Oberst a. D., dem Porträt eines russischen Kriegsveteranen, schuf Rocha 1988 ein Plädoyer für Glasnost und Perestroika. Der Film überstand die Zensur in der DDR im Gegensatz zu früheren kritischen Werken Rochas nicht unbeschadet. Nach zahlreichen Diskussionen, Kürzungen und drastischen Schnitten verschwand die Kopie des Films, bevor es zu einer Aufführung kommen konnte.
Ende der 1980er Jahre wandte sich Rocha verstärkt dem Thema der Umweltzerstörung und Devastierung ganzer Ortschaften im Lausitzer Braunkohlerevier zu. Es entstanden Filme wie Hochwaldmärchen über die Zerstörung ganzer Landstriche für den Kohleabbau und Leben am Fließ – W Błotach über eine sorbische Familie, der in der Produktionsgruppe Sorbischer Film gedreht wurde. Der dritte und letzte Film der Trilogie, Schmerzen der Lausitz, entstand unter Beteiligung von Gerhard Gundermann und Jurij Koch bereits nach der Wende und konnte die Umweltsünden im Braunkohlerevier noch deutlicher aufzeigen als die beiden ersten Filme. Rochas Lausitz-Filme inspirierten später unter anderem den Dokumentarfilmer Peter Benedix zu eigenen Filmen über den Braunkohleabbau in der Lausitz.
1991 wurde Rocha im Zuge der Abwicklung der DEFA entlassen. In den 1990er Jahren entstanden noch vereinzelt Dokumentarfilme. Danach zog er sich vom Filmemachen zurück und widmete sich der Malerei und Fotografie. Einen geplanten weiteren Film über die Lausitz konnte er nicht mehr realisieren.
Peter Rocha, der zuletzt in Tremsdorf lebte, starb Ende August 2014 nach langer Krankheit im Alter von 71 Jahren im Klinikum Ernst von Bergmann Potsdam.

## Filmografie
- 1966: Wäsche
- 1966: Vietnam – 5. Episode: Eine Puppe für Bè Mai
- 1967: Kybernetik
- 1967: Turmklempner
- 1967: Mit dem Kinderwagen durch Polen
- 1968: Versuche über Karl Marx
- 1969: Erika T. – Notizen über eine Frau des Jahrgangs 1918
- 1970: Der Oktober kam...
- 1971: Lichtmacher – Fest in Oberspree
- 1972: Arbeitsmedizinische Gefahren in der DDR-Industrie
- 1972: Raketeers. Sternenbanner und Bundesadler in der NATO
- 1973: Ergonomische Komplexanalyse
- 1974: Leipziger Messe
- 1974: Mein Gästebuch – Prof. Manfred von Ardenne
- 1976: Der Lebendige – Georg Friedrich Händel
- 1977: Verführung zur Musik
- 1977: Kinderkomponistenklasse des Bezirkes Halle
- 1978: Im Spiel sich erkennen – Kindermusiktheater
- 1978: Peter Schreier – Wege und Stationen eines Weltstars
- 1979: Witaj – heißt: Ich grüße dich
- 1980: Lothar S. – Lokführer
- 1981: Mutter
- 1981: Sonst wären wir verloren... Buchenwaldkinder berichten
- 1984: Der Lewerenz – Porträt eines Heizers
- 1984: Solange du bei mir bist – L. Färnberg
- 1985: Aus den Akten der preußischen Criminalpolizei – Die Communisten-Verschwörung in Berlin
- 1985: Eine Schloßgeschichte
- 1987: Erinnerungsfoto – Heinz Kahlau
- 1986: Berlin-Nordost
- 1987: Hochwaldmärchen
- 1988: Das Singen im Dom zu Magdeburg
- 1988: Bejdin – Oberst a. D.
- 1988: Podo
- 1989: Leben am Fließ – W Błotach
- 1989: Der Physiker – Ansichten zu Prof. Dr. Dr. Dr. H.Jürgen Treder
- 1990: Die Schmerzen der Lausitz
- 1991: Flugträume
- 1993: Die Straße
- 1997: Wie wendisch ist der Maien – Unterwegs mit dem Prediger Frahnow
- 1997: Kurjos Hof
- 1999: Wendisches Abendlicht – Pfarrer Herbert Noack, Jahrgang 1916